# Shaft (estudio)
Shaft, Inc. (有限会社シャフト Yūgengaisha Shafuto?) es un estudio de animación japonés fundado el 1 de septiembre de 1975 por Hiroshi Wakao. Es reconocido por su exclusiva utilización de referencias, guiños, gags y el vanguardismo cinematográfico utilizados principalmente en series como Monogatari, Hidamari Sketch, Maria † Holic, Sangatsu no Lion, Puella Magi Madoka Magica, Sayonara Zetsubō Sensei, Mekaku City Actors y Nisekoi.

## Historia

### 1975–1984: Primeros trabajos de subcontratación
Shaft fue fundada como yūgen-gaisha el 1 de septiembre de 1975 por el ex empleado de Mushi Production, Hiroshi Wakao. Gran parte del trabajo inicial de la compañía fue la subcontratación de trabajos para estudios de animación más grandes, que incluye acreditación para la pintura de celdas y el trabajo de coordinación de color, como con Yūsha Raideen (1975–76), y ocasionalmente acredita como estudio de producción asistente para proyectos que incluyen Urusei Yatsura 2: Beautiful Dreamer de Pierrot (1984).

### 1984–2004: Pasar a la producción de animación
En 1984, el estudio Zuiyo subcontrató a Shaft para animar la serie de televisión Mori no Tonto Tachi, lo que marcó el primer proyecto de la compañía como estudio de animación principal. Sin embargo, no fue sino hasta 1987, con el lanzamiento de la OVA Yume kara, Samenai, que el estudio lanzó su primera producción completamente original. En el mismo año, el estudio produjo el primer episodio de la serie de OVA Taiman Blues: Naoto Shimizu-hen.
Durante los siguientes años, la empresa volvió a subcontratar trabajo basado en servicios de producción de animación en lugar de sus servicios de pintura, como con la película de Mushi Production Ushiro no Shoumen Daare (1991). En 1995, el estudio pasó a producir series de larga duración, comenzando con Juuni Senshi Bakuretsu Eto Ranger. En ese momento, varios directores y animadores se habían unido al estudio, como Toshimasa Suzuki y Kunitoshi Okajima, quienes regresaron para Sakura Diaries (1997) y Dotto! Koni-chan (2000).
Shaft entró en cooperación con los estudios Gainax y TNK alrededor del año 2000. La primera de las producciones bajo estas cooperaciones fue Mahoromatic: Automatic Maiden (2001) y su secuela Mahoromatic: Something More Beautiful (2002–03), ambas con Gainax. 2002 fue también el año de lanzamiento de la producción del estudio con TNK, G-On Riders. En 2003 y 2004, el estudio produjo una adaptación de la novela visual Popotan, y más tarde Kono Minikuku mo Utsukushii Sekai, una serie original coproducida con Gainax.

### 2004–2017: Era Kubota y Equipo Shinbo
En 2004, Wakao fue sucedido como director representante de Shaft por el director de producción y diseñador de color Mitsutoshi Kubota, aunque siguió siendo presidente del consejo de administración del estudio. Después de ver  The SoulTaker (2001) y Le Portrait de Petit Cossette (2004), ambas obras dirigidas por Akiyuki Shinbo, Kubota decidió que quería trabajar con Shinbo para crear una marca única e identificable para el estudio. En octubre de 2004, el estudio animó su primera producción con Shinbo como director, Tsukuyomi: Moon Phase, y él comenzó a trabajar como director ejecutivo y mentor del personal del estudio.
La última coproducción de Shaft con Gainax se produjo en 2005 con Kore ga Watashi no Goshūjin-sama. El mismo año vio la primera producción animada bajo la influencia del "Equipo Shinbo", un trío de directores formado por Shinbo, Shin Ōnuma y Tatsuya Oishi, quienes jugaron un papel vital en las primeras decisiones estilísticas del estudio. Los siguientes dos años también vieron el lanzamiento de REC (2006) y Kino no Tabi -the Beautiful World- (2007).
Durante mediados y finales de la década de 2000, el estudio incorporó a varios directores y creadores nuevos, incluidos Ryouki Kamitsubo, Naoyuki Tatsuwa, Ken'ichi Ishikura, Yukihiro Miyamoto, Shinichi Omata, Tomoyuki Itamura y Gekidan Inu Curry. Sin embargo, Kamitsubo y Oonuma se fueron a finales de la década, y este último se unió a Silver Link, donde estableció un papel similar al de Shinbo.
En 2009, Shinbo y Oishi dirigieron Bakemonogatari, que luego se caracterizó como un sello distintivo de la estética única del estudio. Ganó un seguimiento de culto entre los fanáticos tanto en Japón como en Occidente por su narrativa y su animación y cualidades artísticas "visualmente impactantes". Polygon la nombró como la serie que "empujó al estudio Shaft al centro de atención", y la serie fue elegida como la "mejor serie de anime de 2009" por el festival Tokyo Anime Award en 2017. Después de Bakemonogatari, el estudio produjo otro éxito crítico y financiero dos años más tarde con Puella Magi Madoka Magica. Madoka Magica es considerada por varias publicaciones y críticos como una de las mejores producciones de anime de todos los tiempos, y el éxito financiero y crítico de la serie generó una franquicia que consta de varias películas, series de televisión y juegos, producido en parte o en su totalidad por Shaft. Junto con la serie Monogatari, Madoka Magica se considera uno de los productos de anime de mayor éxito financiero en Japón, y ambas series mantienen las ventas promedio más altas de DVD, Blu-Ray y relanzamientos en Japón. En 2012, el estudio volvió a animar la serie Monogatari con Nisemonogatari., aunque con el director Tomoyuki Itamura en lugar de Oishi. Itamura y Shinbo produjeron una temporada posterior de Monogatari cada año hasta Zoku Owarimonogatari (2018), que es la única temporada de Monogatari que presenta a Shinbo como único director.

Logotipo en inglés utilizado entre 2010 y 2017

Los primeros y mediados de la década de 2010 trajeron más cambios en el personal creativo del estudio y en el propio estudio. Por un lado, 2015 fue el año en que Shaft se reorganizó de yūgen-gaisha a kabushiki-gaisha.  Varios directores también terminaron yéndose en esta época, como Ken'ichi Ishikura después de trabajar como asistente de dirección en Mahō Sensei Negima! Anime Final en 2011, Shinichi Omata alrededor de 2012 y Naoyuki Tatsuwa después de que dirigió Koufuku Graffiti en 2015. Sin embargo, varios otros directores notables ingresaron al estudio en esta época, como los directores Yūki Yase, Kenjirō Okada, Hajime Ōtani y Midori Yoshizawa. Tatsuya Oishi desapareció de la atención pública a principios de la década de 2010 después de que comenzó la producción de la trilogía cinematográfica Kizumonogatari, que se estrenó en 2016 y 2017. El trabajo de animación de Shaft en la trilogía ha sido elogiado por ser únicamente experimental con efectos 2D y CG, que algunos críticos describieron como que no siempre se mezcla bien, pero que, sin embargo, se ha llamado "hermoso".
A fines de la década de 2010, varios otros miembros del personal creativo abandonaron el estudio. Yūki Yase se fue después de dirigir Zaregoto (2016–17), llevándose al generalista de producción Kousuke Matsunaga con él para trabajar en En'en no Shōbōtai de David Production; Tomoyuki Itamura, que había dirigido el resto de la serie Monogatari tras el compromiso de Oishi con Kizumonogatari, se fue tras la producción de Owarimonogatari II (2017); Izumi Takizawa, diseñadora de color veterana en el estudio desde Pani Poni Dash!, siguió Itamura.

### 2017–presente: Era posterior al Equipo Shinbo
En 2017, los directores Kenjirō Okada y Nobuyuki Takeuchi dirigieron sus debuts como directores de series/películas con Sangatsu no Lion (2016–18) y Fireworks (2017), pero al año siguiente experimentaron una pausa en el industria de la animación. La versión cinematográfica de Zoku Owarimonogatari fue el único lanzamiento original no continuo del estudio ese año, y su lanzamiento televisado fue el único proyecto principal del estudio el año siguiente. Sin embargo, el estudio fue subcontratado para un episodio de la adaptación de Tezuka Productions de Go-Tōbun no Hanayome (2019). La totalidad del episodio se produjo en Shaft, con Midori Yoshizawa como directora del episodio y la mayoría del equipo de producción de Shaft trabajando en el episodio, incluidos los coloristas, animadores y fotógrafos del estudio (el episodio es también el único episodio que presenta un episodio separado) sieno director de fotografía, Rei Egami de Shaft). El productor de TBS, Junichirou Tanaka, declaró que se había reunido con el CEO Kubota en una cena una vez y había pedido de rodillas la ayuda de Shaft para producir la primera mitad del episodio 11 de la serie, pero durante la conversación, Kubota señaló que sabía de los problemas con el producción y decidió que Shaft sería capaz de producir todo el episodio. El director de la serie, Satoshi Kuwabara, dibujó los guiones gráficos del episodio, pero dejó la producción del episodio en manos de Yoshizawa y Shaft.
En 2020, Shaft volvió a producir series de larga duración con Magia Record: Puella Magi Madoka Magica Side Story, una adaptación de una serie derivada de juegos móviles basada en la franquicia Madoka Magica del estudio. Fue la primera serie desde 2007 que no fue dirigida en parte por Akiyuki Shinbo (aunque se desempeñó como supervisor de animación), y en su lugar fue dirigida por Doroinu de Gekidan Inu Curry, uno de los diseñadores de espacios alternativos de la serie original. El segundo y último proyecto del año de Shaft, Assault Lily Bouquet, también fue la primera vez desde 2007 que Shinbo no se involucró por completo en uno de los principales proyectos del estudio. Bouquet en cambio, fue dirigida por el exmiembro de Gainax, Shōji Saeki, y el miembro de Shaft, Hajime Ōtani.
Shinbo volvió a la silla de director en 2021 con su adaptación de Bishōnen Tanteidan, que codirigió junto a Ootani. La serie sirvió como el debut de la división de animación CGI de Shaft, así como de la división Umegumi.

## Trabajos

### Series de televisión
| Año  | Título                                                                       | Director(es)                                              | Fecha de primera transmisión | Fecha de última transmisión | Eps. | Nota(s)                                                                           | Refs.                |
| ---- | ---------------------------------------------------------------------------- | --------------------------------------------------------- | ---------------------------- | --------------------------- | ---- | --------------------------------------------------------------------------------- | -------------------- |
| 1995 | Juuni Senshi Bakuretsu Eto Ranger                                            | Kunitoshi Okajima                                         | 7 de abril de 1995           | 26 de enero de 1996         | 39   | Historia original.                                                                | [ 9 ]                |
| 2000 | Dotto! Koni-chan                                                             | Shinichi Watanabe Kenji Yasuda                            | 26 de noviembre de 2000      | 29 de mayo de 2001          | 26   | Historia original.                                                                | [ 11 ]               |
| 2001 | Mahoromatic: Automatic Maiden                                                | Hiroyuki Yamaga                                           | 5 de octubre de 2001         | 28 de diciembre de 2001     | 12   | Adaptación del manga de Bunjūrō Nakayama. Coproducción junto a Gainax.            | [ 44 ]               |
| 2002 | G-On Riders                                                                  | Shinichiro Kimura                                         | 7 de julio de 2002           | 1 de octubre de 2002        | 12   | Historia original. Coproducción junto a TNK.                                      | [ 13 ]               |
| 2002 | Mahoromatic: Something More Beautiful                                        | Hiroyuki Yamaga                                           | 27 de septiembre de 2002     | 17 de enero de 2003         | 14   | Secuela de Mahoromatic: Automatic Maiden. Coproducción junto a Gainax.            | [ 45 ]               |
| 2003 | Popotan                                                                      | Shinichiro Kimura                                         | 17 de julio de 2003          | 2 de octubre de 2003        | 12   | Adaptación de la novela visual de Petit Ferret.                                   | [ 14 ]               |
| 2004 | Kono Minikuku mo Utsukushii Sekai                                            | Shōji Saeki                                               | 1 de abril de 2004           | 16 de junio de 2004         | 12   | Historia original, creada por Gainax. Coproducción junto a Gainax.                | [ 20 ]               |
| 2004 | Tsukuyomi: Moon Phase                                                        | Akiyuki Shinbo                                            | 4 de octubre de 2004         | 28 de marzo de 2005         | 25   | Adaptación del manga de Keitarō Arima.                                            | [ 16 ]               |
| 2005 | Kore ga Watashi no Goshūjin-sama                                             | Shōji Saeki                                               | 7 de abril de 2005           | 30 de junio de 2005         | 12   | Adaptación del manga de Mattsuu. Coproducción junto a Gainax.                     | [ 17 ]               |
| 2005 | Pani Poni Dash!                                                              | Akiyuki Shinbo Shin Ōnuma                                 | 3 de julio de 2005           | 25 de diciembre de 2005     | 26   | Adaptación del manga de Hekiru Hikawa.                                            | [ 18 ]               |
| 2006 | REC                                                                          | Ryūtarō Nakamura                                          | 2 de febrero de 2006         | 30 de marzo de 2006         | 9    | Adaptación del manga de Q-Tarō Hanamizawa.                                        | [ 19 ]               |
| 2006 | Negima!?                                                                     | Akiyuki Shinbo Shin Ōnuma                                 | 4 de octubre de 2006         | 28 de marzo de 2007         | 26   | Adaptación spin-off del manga de Ken Akamatsu.                                    | [ 46 ]               |
| 2007 | Hidamari Sketch                                                              | Akiyuki Shinbo Ryōki Kamitsubo                            | 11 de enero de 2007          | 29 de marzo de 2007         | 12   | Adaptación del manga de Ume Aoki.                                                 | [ 47 ]               |
| 2007 | Sayonara Zetsubō Sensei                                                      | Akiyuki Shinbo                                            | 7 de julio del 2007          | 23 de septiembre del 2007   | 12   | Adaptación del manga de Kōji Kumeta.                                              | [ 48 ]               |
| 2007 | Ef: A Tale of Memories                                                       | Shin Ōnuma                                                | 7 de octubre de 2007         | 22 de diciembre de 2007     | 12   | Adaptación de la novela visual de Minori.                                         | [ 49 ]               |
| 2008 | Zoku Sayonara Zetsubō Sensei                                                 | Akiyuki Shinbo Yukihiro Miyamoto                          | 5 de enero del 2008          | 29 de marzo del 2008        | 13   | Secuela de Sayonara Zetsubō Sensei.                                               | [ 50 ]               |
| 2008 | Hidamari Sketch × 365                                                        | Akiyuki Shinbo                                            | 3 de julio de 2008           | 25 de septiembre de 2008    | 13   | Secuela de Hidamari Sketch.                                                       | [ 51 ]               |
| 2008 | Ef: A Tale of Melodies                                                       | Shin Ōnuma                                                | 7 de octubre de 2008         | 23 de diciembre de 2008     | 12   | Secuela de Ef: A Tale of Memories.                                                | [ 52 ]               |
| 2009 | Maria † Holic                                                                | Akiyuki Shinbo Yukihiro Miyamoto                          | 5 de enero de 2009           | 23 de marzo de 2009         | 12   | Adaptación del manga de Minari Endō.                                              | [ 53 ]               |
| 2009 | Natsu no Arashi!                                                             | Akiyuki Shinbo Shin Ōnuma                                 | 5 de abril del 2009          | 29 de junio de 2009         | 13   | Adaptación del manga de Jin Kobayashi.                                            | [ 54 ]               |
| 2009 | Bakemonogatari                                                               | Akiyuki Shinbo Tatsuya Oishi                              | 3 de julio de 2009           | 25 de junio de 2010         | 15   | Adaptación de las novelas ligeras de Nishio Ishin.                                | [ 55 ]               |
| 2009 | Zan Sayonara Zetsubō Sensei                                                  | Akiyuki Shinbo Yukihiro Miyamoto                          | 4 de julio del 2009          | 26 de septiembre del 2009   | 13   | Secuela de Zoku Sayonara Zetsubō Sensei.                                          | [ 56 ]               |
| 2009 | Natsu no Arashi! Akinai-chū                                                  | Akiyuki Shinbo Shin Ōnuma Ken'ichi Ishikura               | 4 de octubre de 2009         | 27 de diciembre de 2009     | 13   | Secuela de Natsu no Arashi!.                                                      | [ 57 ]               |
| 2010 | Dance in the Vampire Bund                                                    | Akiyuki Shinbo Masahiro Sonoda                            | 7 de enero del 2010          | 1 de abril del 2010         | 12   | Adaptación del manga de Nozomu Tamaki.                                            | [ 58 ]               |
| 2010 | Hidamari Sketch × Hoshimittsu                                                | Akiyuki Shinbo Ken'ichi Ishikura                          | 8 de enero de 2010           | 26 de marzo de 2010         | 12   | Secuela de Hidamari Sketch × 365.                                                 | [ 59 ]               |
| 2010 | Arakawa Under the Bridge                                                     | Akiyuki Shinbo Yukihiro Miyamoto                          | 4 de abril de 2010           | 27 de junio de 2010         | 13   | Adaptación del manga de Hikaru Nakamura.                                          | [ 60 ]               |
| 2010 | Arakawa Under the Bridge x Bridge                                            | Akiyuki Shinbo Yukihiro Miyamoto                          | 3 de octubre de 2010         | 26 de diciembre de 2010     | 13   | Secuela de Arakawa Under the Bridge.                                              | [ 61 ]               |
| 2010 | Soredemo Machi wa Mawatteiru                                                 | Akiyuki Shinbo                                            | 8 de octubre de 2010         | 24 de diciembre de 2010     | 12   | Adaptación del manga de Masakazu Ishiguro.                                        | [ 62 ]               |
| 2011 | Puella Magi Madoka Magica                                                    | Akiyuki Shinbo Yukihiro Miyamoto                          | 6 de enero del 2011          | 21 de abril de 2011         | 12   | Historia original, creada por Magica Quartet.                                     | [ 63 ]               |
| 2011 | Maria † Holic Alive                                                          | Akiyuki Shinbo Tomokazu Tokoro                            | 8 de abril de 2011           | 24 de junio de 2011         | 12   | Secuela de Maria † Holic.                                                         | [ 64 ]               |
| 2011 | Denpa Onna to Seishun Otoko                                                  | Akiyuki Shinbo Yukihiro Miyamoto                          | 15 de abril de 2011          | 1 de julio de 2011          | 12   | Adaptación de las novelas ligeras de Hitoma Iruma.                                | [ 65 ]               |
| 2012 | Nisemonogatari                                                               | Akiyuki Shinbo Tomoyuki Itamura                           | 7 de enero de 2012           | 17 de marzo de 2012         | 11   | Continuación de la serie Monogatari.                                              | [ 30 ]               |
| 2012 | Hidamari Sketch × Honeycomb                                                  | Akiyuki Shinbo Yūki Yase                                  | 5 de octubre de 2012         | 21 de diciembre de 2012     | 12   | Secuela de Hidamari Sketch × Hoshimittsu.                                         | [ 66 ]               |
| 2012 | Nekomonogatari (Kuro)                                                        | Akiyuki Shinbo Tomoyuki Itamura                           | 31 de diciembre de 2012      | 31 de diciembre de 2012     | 4    | Continuación de la serie Monogatari.                                              | [ 67 ]               |
| 2013 | Sasami-san@Ganbaranai                                                        | Akiyuki Shinbo                                            | 11 de enero de 2013          | 29 de marzo de 2013         | 12   | Adaptación de las novelas ligeras de Akira.                                       | [ 68 ]               |
| 2013 | Monogatari Series Second Season                                              | Akiyuki Shinbo Tomoyuki Itamura Naoyuki Tatsuwa Yūki Yase | 7 de julio de 2013           | 29 de diciembre de 2013     | 23   | Continuación de la serie Monogatari.                                              | [ 69 ]               |
| 2014 | Nisekoi                                                                      | Akiyuki Shinbo Naoyuki Tatsuwa                            | 11 de enero de 2014          | 24 de mayo de 2014          | 20   | Adaptación del manga de Naoshi Komi.                                              | [ 70 ]               |
| 2014 | Mekaku City Actors                                                           | Akiyuki Shinbo Yūki Yase                                  | 12 de abril de 2014          | 28 de junio de 2014         | 12   | Basada en el proyecto de medios mixtos de Jin.                                    | [ 71 ]               |
| 2014 | Hanamonogatari                                                               | Akiyuki Shinbo Tomoyuki Itamura                           | 16 de agosto de 2014         | 16 de agosto de 2014        | 5    | Continuación de la serie Monogatari.                                              | [ 72 ]               |
| 2014 | Tsukimonogatari                                                              | Akiyuki Shinbo Tomoyuki Itamura                           | 31 de diciembre de 2014      | 31 de diciembre de 2014     | 4    | Continuación de la serie Monogatari.                                              | [ 73 ]               |
| 2015 | Koufuku Graffiti                                                             | Akiyuki Shinbo Naoyuki Tatsuwa                            | 9 de enero de 2015           | 27 de marzo de 2015         | 12   | Adaptación del manga de Makoto Kawai.                                             | [ 74 ]               |
| 2015 | Nisekoi:                                                                     | Akiyuki Shinbo Yukihiro Miyamoto                          | 10 de abril de 2015          | 26 de junio de 2015         | 12   | Secuela de Nisekoi.                                                               | [ 75 ]               |
| 2015 | Owarimonogatari I                                                            | Akiyuki Shinbo Tomoyuki Itamura                           | 3 de octubre del 2015        | 19 de diciembre de 2015     | 13   | Continuación de la serie Monogatari.                                              | [ 76 ]               |
| 2016 | Sangatsu no Lion                                                             | Akiyuki Shinbo Kenjirō Okada                              | 8 de octubre de 2016         | 18 de marzo de 2017         | 22   | Adaptación del manga de Chika Umino.                                              | [ 38 ]               |
| 2017 | Owarimonogatari II                                                           | Akiyuki Shinbo Tomoyuki Itamura                           | 12 de agosto del 2017        | 13 de agosto del 2017       | 7    | Continuación de la serie Monogatari.                                              | [ 36 ]               |
| 2017 | Sangatsu no Lion 2nd Season                                                  | Akiyuki Shinbo Kenjirō Okada                              | 14 de octubre de 2017        | 31 de marzo de 2018         | 22   | Secuela de Sangatsu no Lion.                                                      | [ 77 ]               |
| 2018 | Fate/Extra Last Encore                                                       | Akiyuki Shinbo Yukihiro Miyamoto                          | 28 de enero de 2018          | 29 de julio de 2018         | 13   | Basada en el juego de PSP de Type-Moon.                                           | [ 78 ]               |
| 2019 | Zoku owarimonogatari                                                         | Akiyuki Shinbo                                            | 18 de mayo de 2018           | 18 de mayo de 2018          | 6    | Continuación de la serie Monogatari.                                              | [ 79 ]               |
| 2020 | Puella Magi Madoka Magica Side Story: Magia Record                           | Doroinu                                                   | 4 de enero de 2020           | 28 de marzo de 2020         | 12   | Basada en el juego móvil de f4samurai.                                            | [ 41 ]               |
| 2020 | Assault Lily Bouquet                                                         | Shōji Saeki Hajime Ōtani                                  | 1 de octubre de 2020         | 25 de diciembre de 2020     | 12   | Basada en la franquicia de medios mixtos de Azone International.                  | [ 42 ]               |
| 2021 | Bishōnen Tanteidan                                                           | Akiyuki Shinbo Hajime Ōtani                               | 11 de abril de 2021          | 27 de junio de 2021         | 12   | Adaptación de las novelas ligeras de Nishio Ishin.                                | [ 43 ]               |
| 2021 | Puella Magi Madoka Magica Side Story - Eve of Awakening: Magia Record        | Doroinu Yukihiro Miyamoto                                 | 31 de julio de 2021          | 26 de septiembre de 2021    | 8    | Secuela de Puella Magi Madoka Magica Side Story: Magia Record.                    | [ 80 ]               |
| 2022 | Puella Magi Madoka Magica Side Story - Dawn of a Shallow Dream: Magia Record | Doroinu Yukihiro Miyamoto                                 | 3 de abril de 2022           | 3 de abril de 2022          | 4    | Secuela de Puella Magi Madoka Magica Side Story - Eve of Awakening: Magia Record. | [ 81 ]               |
| 2022 | Luminous Witches                                                             | Shōji Saeki                                               | 3 de julio de 2022           | 25 de septiembre de 2022    | 12   | Spin-off de Strike Witches.                                                       | [ 82 ]               |
| 2022 | RWBY: Hyousetsu Teikoku                                                      | Toshimasa Suzuki Kenjirō Okada                            | 3 de julio de 2022           | 18 de septiembre de 2022    | 12   | Spin-off de RWBY.                                                                 | [ 83 ]               |
| 2025 | Ninja to Koroshiya no Futarigurashi                                          | Yukihiro Miyamoto                                         | 10 de abril de 2025          | 26 de junio de 2025         | 12   | Adaptación del manga de HundredBurger.                                            | [ 84 ] [ 85 ] [ 86 ] |

### Películas
| Año  | Título                                                      | Director(es)                     | Fecha de lanzamiento  | Duración | Nota(s)                                                                                    | Refs.                         |
| ---- | ----------------------------------------------------------- | -------------------------------- | --------------------- | -------- | ------------------------------------------------------------------------------------------ | ----------------------------- |
| 2007 | Kino's Journey: Country of Illness -For You-                | Ryūtarō Nakamura                 | 21 de abril de 2007   | 30m      | Adaptación de las novelas ligeras de Keiichi Sigsawa.                                      | [ 87 ]                        |
| 2011 | Mahō Sensei Negima! Anime Final                             | Akiyuki Shinbo                   | 27 de agosto de 2011  | 76m      | Secuela de Mahō Sensei Negima!: Mō Hitotsu no Sekai. Coproducción junto a Studio Pastoral. | [ 88 ]                        |
| 2012 | Puella Magi Madoka Magica the Movie: Beginnings             | Akiyuki Shinbo Yukihiro Miyamoto | 6 de octubre de 2012  | 130m     | Resumen de Puella Magi Madoka Magica.                                                      | [ 89 ]                        |
| 2012 | Puella Magi Madoka Magica the Movie: Eternal                | Akiyuki Shinbo Yukihiro Miyamoto | 13 de octubre de 2012 | 110m     | Resumen de Puella Magi Madoka Magica.                                                      | [ 90 ]                        |
| 2013 | Puella Magi Madoka Magica the Movie: Rebellion              | Akiyuki Shinbo Yukihiro Miyamoto | 26 de octubre de 2013 | 116m     | Secuela de Puella Magi Madoka Magica.                                                      | [ 91 ]                        |
| 2016 | Kizumonogatari 1: Tekketsu-hen                              | Akiyuki Shinbo Tatsuya Oishi     | 8 de enero de 2016    | 64m      | Continuación de la serie Monogatari.                                                       | [ 92 ]                        |
| 2016 | Kizumonogatari II: Nekketsu-hen                             | Akiyuki Shinbo Tatsuya Oishi     | 19 de agosto de 2016  | 69m      | Continuación de la serie Monogatari.                                                       | [ 93 ]                        |
| 2017 | Kizumonogatari III: Reiketsu-hen                            | Akiyuki Shinbo Tatsuya Oishi     | 6 de enero de 2017    | 83m      | Continuación de la serie Monogatari.                                                       | [ 94 ]                        |
| 2017 | Uchiage Hanabi, Shita Kara Miru ka? Yoko Kara Miru ka?      | Akiyuki Shinbo Nobuyuki Takeuchi | 18 de agosto de 2018  | 90m      | Adaptación de la película de imagen real dirigida por Shunji Iwai.                         | [ 39 ]                        |
| 2024 | Kizumonogatari: Koyomi Vamp                                 | Tatsuya Oishi                    | 12 de enero de 2024   | 144m     | Película recopilatoria de la trilogía Kizumonogatari.                                      | [ 95 ]                        |
| 2025 | Virgin Punk: Clockwork Girl                                 | Yasuomi Umetsu                   | 27 de junio de 2025   | —        | Historia original.                                                                         | [ 96 ] [ 97 ]                 |
| 2026 | Puella Magi Madoka Magica The Movie: Walpurgisnacht: Rising | Akiyuki Shinbo                   | Febrero de 2026       | —        | Secuela de Puella Magi Madoka Magica the Movie: Rebellion.                                 | [ 98 ] [ 99 ] [ 100 ] [ 101 ] |

### ONAs
| Año  | Título                                 | Director(es)                    | Fecha de primera transmisión | Fecha de última transmisión | Eps. | Nota(s)                                             | Refs.                   |
| ---- | -------------------------------------- | ------------------------------- | ---------------------------- | --------------------------- | ---- | --------------------------------------------------- | ----------------------- |
| 2017 | Koyomimonogatari                       | Akiyuki Shinbo Tomoyuki Itamura | 10 de enero de 2016          | 27 de marzo de 2016         | 12   | Continuación de la serie Monogatari.                | [ 102 ]                 |
| 2021 | Assault Lily Fruits                    | Shōji Saeki                     | 20 de julio de 2021          | 4 de enero de 2022          | 13   | Spin-off de la serie de anime Assault Lily Bouquet. |                         |
| 2024 | Monogatari Series Off & Monster Season | Akiyuki Shinbo Midori Yoshizawa | 6 de julio de 2024           | 19 de octubre de 2024       | 14   | Continuación de la serie Monogatari.                | [ 103 ] [ 104 ] [ 105 ] |

### OVAs
| Año  | Título                                         | Director(es)                                                     | Fecha de primera transmisión | Fecha de última transmisión | Eps. | Nota(s)                                                                                         | Refs.   |
| ---- | ---------------------------------------------- | ---------------------------------------------------------------- | ---------------------------- | --------------------------- | ---- | ----------------------------------------------------------------------------------------------- | ------- |
| 1987 | Yume kara, Samenai                             | Osamu Inoue                                                      | 26 de febrero de 2987        | 26 de febrero de 2987       | 1    | Adaptación del manga de Yumi Shirakura.                                                         | [ 6 ]   |
| 1987 | Taiman Blues: Shimizu Naoto-hen                | Takao Yotsuji                                                    | 25 de noviembre de 1987      | 25 de mayo de 1989          | 3    | Adaptación del manga de Yū Furusawa.                                                            | [ 7 ]   |
| 1997 | Sakura Diaries                                 | Kunitoshi Okajima                                                | 21 de mayo de 1997           | 22 de octubre de 1997       | 12   | Adaptación del manga de U-Jin.                                                                  | [ 10 ]  |
| 2002 | Arcade Gamer Fubuki                            | Yūji Mutō                                                        | 25 de febrero de 2002        | 25 de enero de 2003         | 4    | Adaptación del manga de Mine Yoshizaki.                                                         | [ 106 ] |
| 2006 | Mahō Sensei Negima!: Spring (Haru)             | Akiyuki Shinbo Shin Ōnuma                                        | 25 de octubre de 2006        | 25 de octubre de 2006       | 1    | Secuela de Negima!?.                                                                            | [ 107 ] |
| 2006 | Mahō Sensei Negima!: Summer (Natsu)            | Akiyuki Shinbo Shin Ōnuma                                        | 22 de noviembre de 2006      | 22 de noviembre de 2006     | 1    | Secuela de Mahō Sensei Negima!: Spring (Haru).                                                  | [ 107 ] |
| 2008 | Mahō Sensei Negima!: Shiroki Tsubasa Ala Alba  | Akiyuki Shinbo Hiroaki Tomita Yukihiro Miyamoto Tomoyuki Itamura | 12 de agosto de 2008         | 17 de febrero de 2009       | 3    | Secuela de Mahō Sensei Negima!: Summer (Natsu). Coproducción junto a Studio Pastoral.           | [ 108 ] |
| 2008 | Goku Sayonara Zetsubō Sensei                   | Akiyuki Shinbo Yukihiro Miyamoto                                 | 17 de octubre del 2008       | 17 de febrero del 2009      | 3    | Secuela de Zoku Sayonara Zetsubō Sensei.                                                        | [ 109 ] |
| 2009 | Mahō Sensei Negima!: Mō Hitotsu no Sekai       | Akiyuki Shinbo Kōbun Shizuno Tomokazu Tokoro Tatsufumi Itō       | 17 de septiembre de 2009     | 17 de agosto de 2010        | 5    | Secuela de Mahō Sensei Negima!: Shiroki Tsubasa Ala Alba. Coproducción junto a Studio Pastoral. | [ 110 ] |
| 2009 | Zan Sayonara Zetsubō Sensei Bangaichi          | Akiyuki Shinbo Yukihiro Miyamoto                                 | 17 de noviembre del 2009     | 17 de febrero de 2010       | 2    | Secuela de Zan Sayonara Zetsubō Sensei.                                                         | [ 111 ] |
| 2011 | Katteni Kaizō                                  | Akiyuki Shinbo Naoyuki Tatsuwa                                   | 23 de mayo de 2011           | 26 de octubre de 2011       | 6    | Adaptación del manga de Kōji Kumeta.                                                            | [ 112 ] |
| 2013 | Hidamari Sketch: Sae & Hiro's Graduation Arc   | Akiyuki Shinbo Yūki Yase                                         | 27 de noviembre de 2013      | 27 de noviembre de 2013     | 2    | Secuela de Hidamari Sketch × Honeycomb.                                                         | [ 113 ] |
| 2014 | Nisekoi OVA                                    | Akiyuki Shinbo Naoyuki Tatsuwa                                   | 3 de octubre de 2014         | 3 de abril de 2015          | 3    | Episodios adicionales lanzados con el manga Nisekoi.                                            | [ 114 ] |
| 2015 | Magical Suite Prism Nana                       | Yukihiro Miyamoto Seiya Numata Hajime Ōtani                      | 29 de noviembre de 2015      | TBA                         | 7    | Historia original, creada por Prismnana.                                                        | [ 115 ] |
| 2016 | Nisekoi OVA II                                 | Akiyuki Shinbo Yukihiro Miyamoto                                 | 4 de enero de 2016           | 4 de enero de 2016          | 2    | Episodios adicionales lanzados con el manga Nisekoi.                                            | [ 116 ] |
| 2016 | Kubikiri Cycle: Aoiro Savant to Zaregototsukai | Akiyuki Shinbo Yūki Yase                                         | 26 de octubre de 2016        | 27 de septiembre de 2017    | 8    | Adaptación de las novelas ligeras de Nishio Ishin.                                              | [ 35 ]  |

### Especiales
| Año  | Título                | Director(es)      | Fecha de primera transmisión | Fecha de última transmisión | Eps. | Nota(s)                                                 | Refs.   |
| ---- | --------------------- | ----------------- | ---------------------------- | --------------------------- | ---- | ------------------------------------------------------- | ------- |
| 2023 | Go-Tōbun no Hanayome~ | Yukihiro Miyamoto | 14 de julio de 2023          | 14 de julio de 2023         | 1    | Historias del manga no adaptadas en el anime principal. | [ 117 ] |